# Bective (comté de Meath)
Bective (en irlandais, Beigthigh), parfois appelé Bective Bridge ou Ballina est un hameau et un townland dans le comté de Meath, en Irlande. 

## Géographie
Bective est situé sur la rive de la Boyne et sur la Clady River qui se rejoignent à l'est du townland, à environ 6 kilomètres à l'est de Trim, sur la route d'Athboy à Dunshaughlin.

## Histoire
L'abbaye de Bective a été fondée en 1147 par l'ordre cistercien avec le soutien du roi du royaume de Mide. C'était la deuxième abbaye cistercienne d'Irlande, fille de l'abbaye de Mellifont dans le comté de Louth.

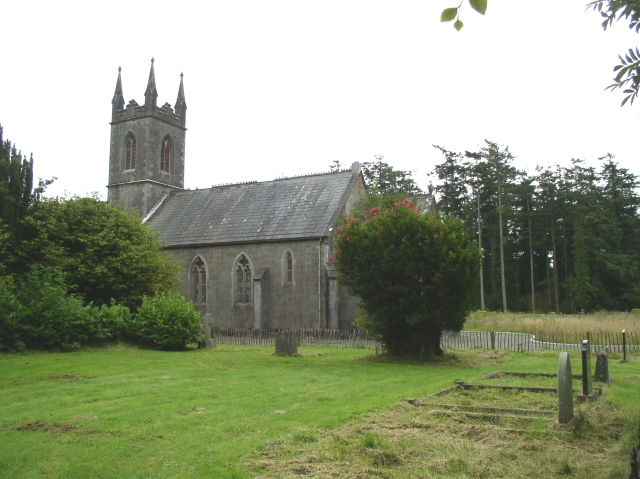
L'église, devenue résidence d'artiste depuis 2009[4].
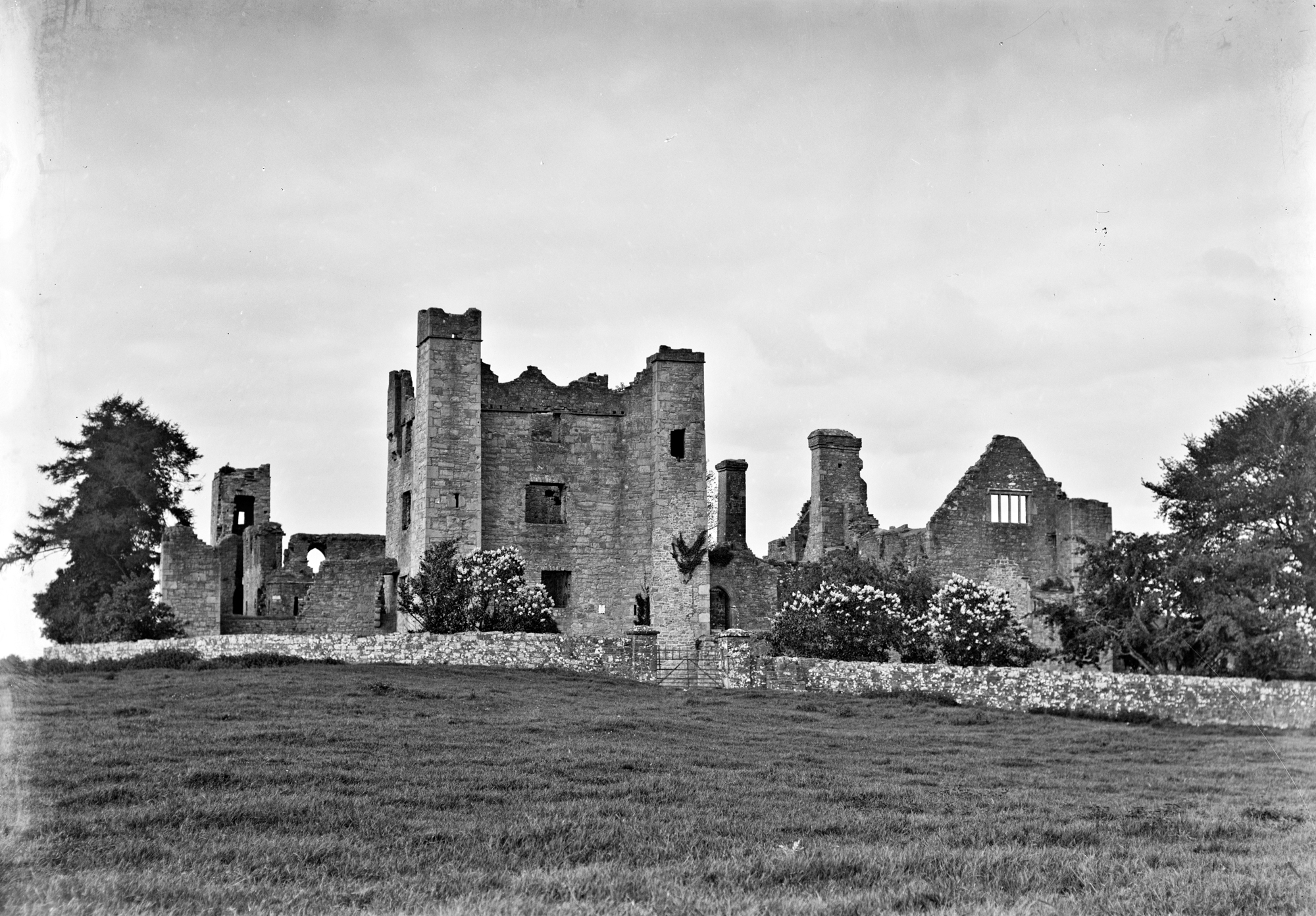
L'abbaye de Bective (entre 1900 et 1930).

## Sport
Le Gaelic football club du Bective GFC, a remporté trois fois de suite le titre de champion dans son groupe.[réf. nécessaire]. 

## Personnalités
- Mary Lavin (1912-1996), écrivaine dont la famille est venue s'installer dans la localité en 1925[6].
- La famille Skurlocke (ou Sherlock), principal propriétaire aux XVIe et XVIIe siècles.

## Source
- (en) Cet article est partiellement ou en totalité issu de l’article de Wikipédia en anglais intitulé « Bective » (voir la liste des auteurs).